# Groeidifferentiatie factor

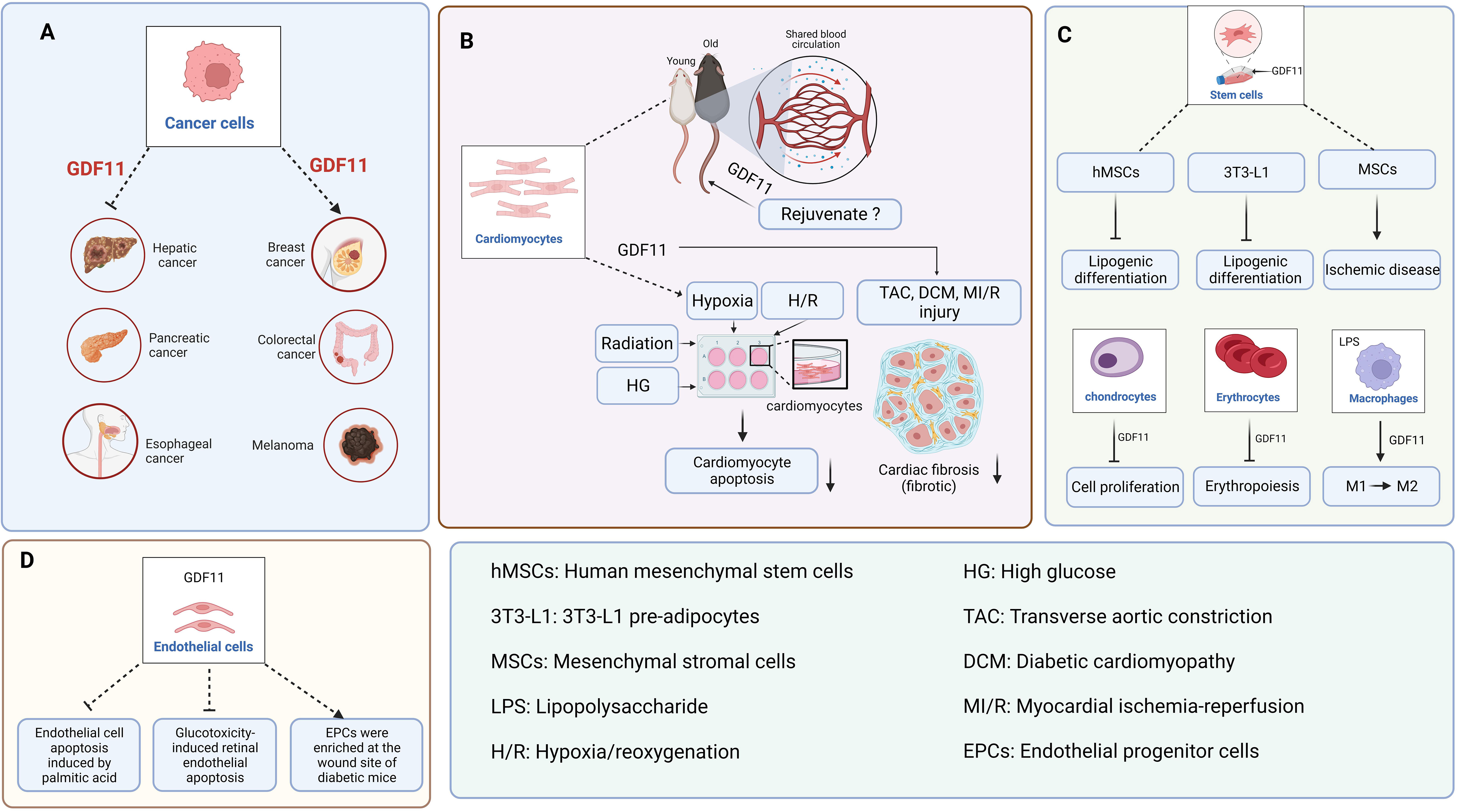
De functie van GDF11 in verschillende cellen

Groeidifferentiatie factoren (GDF's) zijn een groep vergelijkbare signaaleiwitten die door dierlijke cellen worden vrijgegeven om naburige cellen te beïnvloeden, de zogenaamde cytokines. De GDF's maken deel uit van de TGF-β-signaleringsroute, een van de fundamentele signaalsystemen voor communicatie tussen cellen en die voornamelijk functies hebben in de ontwikkeling.

## Typen
Van deze subfamilie zijn de volgende groeidifferentiatie factoren beschreven:
- GDF1 wordt voornamelijk tot expressie gebracht in het zenuwstelsel en functioneert in links-rechts patroonvorming en mesoderminductie tijdens de embryonale ontwikkeling.[2]
- GDF2 (ook bekend als BMP9) induceert en onderhoudt de respons die embryonale basale voorhersenen cholinerge zenuwcellen (BFCN) hebben op de neurotransmitter acetylcholine, en reguleert het ijzermetabolisme door de niveaus van hepcidine te verhogen.[3][4]
- GDF3 staat ook bekend als "Vg-related gene 2" (Vgr-2). Expressie van GDF3 vindt plaats in ossificerend bot tijdens de embryonale ontwikkeling en in de thymus, milt, beenmerghersenen en vetweefsel van volwassenen. Het heeft een dubbele functie; het remt en induceert zowel vroege stadia van ontwikkeling in embryo's.[5][6][7]
- GDF5 wordt tot expressie gebracht in het zich ontwikkelende centraal zenuwstelsel, met rollen in de ontwikkeling van gewrichten en het skelet, en het vergroten van de overleving van zenuwcellen die reageren op de neurotransmitter dopamine.[8][9][10]
- GDF6 interageert met botmorfogenetisch proteïnen om ectodermweefselvorming te reguleren en controleert de ontwikkeling van de ogen.[11][12][13]
- GDF8 staat nu officieel bekend als myostatine en controleert de groei van spierweefsel.[14]
- GDF9, net als GDF3, mist één cysteïne in vergelijking met andere leden van de TGF-β-superfamilie. De genexpressie is beperkt tot de eierstokken en het speelt een rol bij de ovulatie.[15][16]
- GDF10 is nauw verwant aan BMP3 en speelt een rol bij de vorming van het hoofd en, naar men aanneemt, bij de morfogenese van het skelet.[17][18] Het staat ook bekend als BMP-3b.
- GDF11 controleert het anterieure-posterieure patroon door de expressie van Hoxgenen te reguleren,[19] en reguleert het aantal olfactorische receptorzenuwcellen dat voorkomt in het olfactorische epitheel van de neus,[20]en het aantal zenuwknoopcellen dat zich ontwikkelt in het netvlies.[21]
- GDF15 (ook bekend als TGF-PL, MIC-1, PDF, PLAB en PTGFB) speelt een rol bij het reguleren van ontstekingen en apoptose tijdens weefselbeschadiging en bepaalde ziekteprocessen.[22][23][24] Ook neemt de expressie toe door metformine.[25]